# ジョン・ケンドリック
ジョン・ケンドリック（英語：John Kendrick、1740年頃 – 1794年12月12日）は、アメリカの軍人、船長、冒険商人。ロバート・グレイ（Robert Gray）らと共に、 アメリカ太平洋岸北西部探検を行った。また、日本に来航した最初のアメリカ人と推定される。

## 青年期
ケンドリックは、1740年から1745年頃にマサチューセッツ州のハーウィッチ（Harwich）に生まれた。ケンドリック家は船乗りの家系で、彼の父親もあまり位の高くない船乗りであった。このことが、ケンドリックに船長になると言う意志を抱かせた一因と思われる。当時の標準的な教育を受けた後、20歳のときに捕鯨船の乗員となった。
フレンチ・インディアン戦争（1755－1763年）が始まると、ケンドリックは1762年にジャベズ・スノウ（Jabez Snow）大佐の隊に加わっている。しかしながら軍隊は性に合わなかったのか、8ヶ月で退役した。その後、1770年代までで分かっていることは、何隻かの船を所有したことと、結婚したことである。

## 独立戦争
1773年12月16日にボストン茶会事件が起こったが、ケンドリックはその参加者の一人であった。ケンドリックは愛国者であり、独立戦争が始まり大陸海軍が結成されると、1777年5月26日からファニー（Fanny）という私掠船の指揮をとった。
ファニーは100人の乗員と18門の砲を備えていた。ファニーは何隻かの英国船を拿捕し、アメリカの防衛に必要な資材を獲得すると共に、金銭も得た。資材のいくらかは、ケンドリックの自宅の建設に使われた。1779年にファニーは2隻の英国軍艦に拿捕されたが、ケンドリックは捕虜交換で米国に戻ることができた。解放後の1780年、乗員100人、砲16門を備えたブリガンティン、カウント・ド・エスタン（Count d’Estang）の艦長となり、同年の後半には同じくブリガンティンのマリアンヌ（Marianne）の艦長となった。
1783年に独立戦争が終わると、捕鯨と沿岸輸送の仕事に戻った。

## コロンビア（太平洋岸北西部）遠征
1787年、ボストンの実業家であるジョセフ・バレル（Joseph Barrell）が組織したシンジケートが、太平洋岸北西部探検の資金援助を行った。この遠征には213トンのコロンビア・レディビバ（Columbia Rediviva）と90トンのレディ・ワシントンの2隻が参加した。レディビバはラテン語で蘇生の意味なので、コロンビアは古い船を修理して使ったものと想像される。
ケンドリックは、コロンビアの船長に選ばれ、遠征隊全体の指揮をとることにもなった。このとき47歳前後と思われる。小型のレディ・ワシントンの方は、32歳のロバート・グレイ（Robert Gray）が船長となった。遠征隊の人数は両船合わせて50人ほどであった。隊員の中には、現存する唯一の航海記録を残している、19歳のロバート・ハスウェル（Robert Haswell）、独立戦争の退役軍人であり、後の1790年には毛皮貿易でケンドリックの競争相手となるホープ（Hope ）の船長となる25歳のジョセフ・イングラム（Joseph Ingraham）、最年長であり、キャプテン・クックの第三回の探検にレゾルーション（HMS Resolution ）の乗員して参加したサイモン・ウッドラフ（Simeon Woodruff）らがいた。
コロンビア遠征隊は1787年10月1日、ボストンを出港した。大西洋を南下し、11月9日にはカーボベルデに到着した。道中ケンドリックとウッドラフは争いを起こし、ウッドラフはここで下船してしまった。2隻は12月21日にカーボベルデを出帆し、さらに南下、1788年2月16日にはフォークランド諸島西岸の港に到達した。ケンドリックはこの間に今度はハスウェルと不仲になり、ハスウェルはレディ・ワシントンに乗り移った。2月28日出港し、マゼラン海峡は通らず、ホーン岬沖を通過して太平洋に入った。4月1日に嵐に遭遇し、2隻は離れ離れになったが、レディ・ワシントンの乗員たちはケンドリックと離れたことを喜んだ。
グレイらは8月2日に北西海岸を視認した。レディ・ワシントンは地元のインディアンと接触しながらさらに北上した。8月30日、バンクーバー島西岸のクレイコット湾（Clayoquot Sound）に入った。そこで地元のインディアンの酋長ウィカナニッシュ（Wickananish）と毛皮の取引を行い、9月16日にバンクーバー島西岸のヌートカ湾（Nootka Sound）に移動した。
ケンドリックも嵐を乗り切り、チリ沖のファン・フェルナンデス諸島に到着した。この間に2人が死亡し、数人の船員が壊血病にかかった。その後北上し、9月23日にヌートカ湾に入った。10月1日、出港から1年が経過していたが、ケンドリックはヌートカ湾のマルビナス入江（Marvinas Bay）で冬を過ごすことに決めた。
翌年3月、グレイは毛皮交易を開始したが、ケンドリックとコロンビア・レディビバはまだ準備ができていなかった。6月、ケンドリックとグレイはサン・ミゲル島（San Miguel Island）のスペイン軍要塞の司令官であるエステバン・ホセ・マルティネス（Esteban José Martínez）と会い、友好的な関係を築いた。
6月24日、ケンドリックはグレイとそれぞれの船を交換すると言う奇妙な決断をした。理由は不明であるが、小型で新しいレディ・ワシントンの方が扱い易というのも一因であろう。この時点で、遠征隊全体の指揮もグレイに委ねたと想像される。後にグレイはコロンビア川の探検（Robert Gray's Columbia River expedition）を行うが、コロンビア川の名前はグレイが船長を務めたコロンビア・レディビバに由来するものである。
7月下旬、ケンドリックはレディ・ワシントンでバンクーバー島に沿って北上を開始した。途中、クイーンシャーロット諸島でハイダ族（Haida）とその酋長コヤー（Koyah）と交易を行った。ある日、船から洗濯物が盗まれた。ケンドリックはコヤーを拘束し、洗濯物が帰ってくるまで解放しなかった。さらに、ケンドリックは、コヤーの顔を黒く塗り、髪を短く切り（短い髪は彼らにとって奴隷を意味した）、洗濯物を盗んだ代償として生皮を大量に奪い取った。その後、コヤーは酋長の座から一段低い地位に落とされてしまったが、この屈辱は忘れていなかった。この事件は、アメリカ人商人がインディアンたちからボストン・マンと呼ばれ、嫌われる一因となった、

## 日本来航
ケンドリックらがヌートカに到着したとき、すでに英国船一隻と米国船一隻がそこを訪れていた。米国船はイフィジェニア・ヌビアナ（Iphigenia Nubiana）で船長はウィリアム・ダグラス（William Douglas）であった。ダグラスは、その後ハワイ諸島との交易も行っていた。また英国船はフェリス・アドベンチュアラー（Felice Adventurer）で、ジョン・ミアーズ（John Meares）が船長を務めていた。ミアーズは中国との交易を行っていた。
ケンドリックも太平洋を横断し、ハワイ、さらに中国に足を伸ばし、1790年1月にマカオに到着した。1791年3月、ケンドリックは日本では（違法と知りつつ）さらに高く皮が売れるのではないかと考え、マカオにいたダグラス（船はグレイス（Grace）に変わっていた）と共に日本に向けてマカオを出港した。5月6日紀伊大島に到着した。トラブルを避けるため、ケンドリックは嵐を避けて避難してきたと説明した。おそらく、彼らが日本に上陸した最初のアメリカ人である。翌日、本当に台風に遭遇し北西に流されてしまった。結局日本との交易は成功せず、5月17日に日本を離れた。交易が失敗した原因は鎖国のためと言うよりも、むしろ日本人が皮に興味を示さなかったためであろう。二人は小笠原諸島で別れ、ケンドリックはヌートカ湾に戻った。
なお、この来航を記念して和歌山県東牟婁郡串本町の紀伊大島、樫野埼に日米修交記念館が建設されている。またJR串本駅前にはレディ・ワシントン号のブロンズ像が置かれている。2016年にはグレイス号乗組員のサミュエル・デラノの航海日誌が確認されている。

## ハイダ族虐殺
6月13日、ケンドリックはハイダ族の村の近くに上陸した。交易のため、50人ほどのハイダ族がレディ・ワシントンに乗船し、また100人ほどがカヌーに乗って近くにいた。コヤーは2年前の恨みを忘れておらず、隙を見てワシントンの武器庫を占拠した。ケンドリック達は一旦下部デッキに逃れたが、反撃を開始した。コヤーはケンドリックの腹部をナイフで刺したが、致命傷を負わせることはできなかった。ケンドリックはハイダ族の女性の片腕を切り落としたが、彼女はなおも戦いを止めようとしなかった。結局40人ほどのハイダ族が殺害され、多くが傷をおった。死者の中にはコヤーの妻と2人の子どもが含まれており、コヤー自身も負傷した。コヤーはまたも顔を潰されてしまった。その後、ハイダ族は他の船を襲い船員を殺戮することで、白人に対する恨みを晴らした。

## 太平洋交易
ケンドリックは直ちにその場を離れ、7月12日にはマルビナス入江に到着した。マルティネスは後任のフランシスコ・デ・エリザ（Francisco de Eliza）と交代していたが、大きな問題にはならず、8月後半にケンドリックはクレイコット湾に、フォート・ワシントンと言う小さな要塞を建設した。このときまでに、グレイも戻ってきており、冬営のためフォート・デフィアンス（Fort Defiance）を建設していた。
ケンドリックは毛皮交易を続けており、12月にはマカオに向かった。しかし、この年、ロシア人が抗議をしたため、中国側は毛皮交易を拒否した。1792年3月、ケンドリックは新たな買い手を見つけた。9月には一旦出港したが台風に遭遇し、マカオに戻った。1792年12月には、グレイがマカオに来たが、グレイはケンドリックを無視し、その後二人は二度と会うことが無かった。
翌1793年の春に再度マカオを出港し、ハワイ経由でクレイコット湾に戻った。そこでウィカナニッシュとの関係を再構築し交易を行った。1793年1月にクレイコット湾を出港、ハワイで交易を行った後、クレイコット湾に1794年の春に戻り、レディ・ワシントンの修理を行った。

## ハワイでの死
ケンドリックは1794年12月3日にホノルル（当時フェアヘブンと呼ばれていた）に入港した。そこには英国艦2隻が停泊していた。ウィリアム・ブラウン（William Brown）艦長のジャッカル（HMS Jacakl）とゴードン艦長のプリンス・リー・ブー（HMS Prince Lee Boo）である。
丁度その時期、ハワイ原住民の一人であるカエオ（Kaeo）がオアフ島を侵略しており、現地の酋長であるカレニクプル（Kalanikūpule）の抵抗にあっていた。ブラウンはカレニクプル援助のため8名の兵士と下士官を送った。ケンドリックも何人かの乗員を送ったと思われる。マスケット銃の威力によりカエオは敗退し、カエオとその妻はオアフの兵士により殺された。
翌日（1794年12月12日）の10時、レディ・ワシントンはジャッカルに向かって13発の祝砲を放った。ジャッカルも返礼のため祝砲を撃ったが、その一発に実弾（ぶどう弾）が混じっていた。このため、ケンドリック他数人のレディ・ワシントンの乗組員が死亡した。ケンドリックと死亡した乗組員の死体は陸に運ばれ埋葬された。彼は、1787年の出港以来、結局ボストンに戻ることはなかった。